# Lista de episódios de Captain N: The Game Master
Abaixo segue uma lista de episódios de Captain N.

## Primeira temporada
1. Kevin na Videolândia
2. How's Bayou
3. Sr. e Sra. Mãe
4. Videolympics
5. Mega Trouble for Megaland
6. The Most Dangerous Game Master
7. Three Men and a Dragon
8. Nightmare on Mother Brain's Street
9. Simon the Ape-Man
10. Metroid Sweet Metroid
11. Wishful Thinking
12. In Search of the King
13. Happy Birthday, Mega Man

## Segunda temporada
1. Gameboy
2. Queen of the Apes
3. Quest for the Potion of Power
4. The Trouble with Tetris
5. The Big Game
6. The Lost City of Kongoland
7. Once Upon a Time Machine
8. The Feud of Faxanadu
9. Having a Ball
10. The Trojan Dragon
11. I Wish I Was a Wombatman
12. The Invasion of the Paper Pedalers
13. Germ Wars
14. When Mother Brain Rules

## Terceira temporada
1. Aventuras na Floresta de Robin Hood
2. Pursuit of the Magic Hoop
3. Return to Castlevania
4. Totalmente Tetrificado
5. A Tale of Two Dogs
6. A Batalha do Sabe-Tudo do Baseball
7. The Fractured Fantasy of Captain N